# Phyllodromica marginata
Phyllodromica marginata är en kackerlacksart som först beskrevs av Johann Christian Daniel von Schreber 1781.  Phyllodromica marginata ingår i släktet Phyllodromica och familjen småkackerlackor.
Artens utbredningsområde är Tunisien.

## Underarter
Arten delas in i följande underarter:
- P. m. erythronota
- P. m. marginata